# Thor Braun
Thor Braun (Paesi Bassi, 12 febbraio 2000) è un attore olandese.

## Biografia
Thor Braun è nato il 12 febbraio 2000 nei Paesi Bassi, figlio dell'attrice Maike Meijer.
Ha esordito come attore nel 2008 nella controversa serie televisiva Toren C. Nel 2010 ha recitato nel suo primo film cinematografico L'apprendista mago. In seguito ha recitato in diversi altri film tra cui All Stars 2: Old Stars (2011), De belofte van Pisa (2019) e Mijn vader is een vliegtuig (2021).
Ha recitato anche in alcuni film e serie televisive.

## Filmografia

### Cinema
- L'apprendista mago (Het geheim), regia di Joram Lürsen (2010)
- All Stars 2: Old Stars, regia di Jean van de Velde (2011)
- De Boskampi's, regia di Arne Toonen ed Arent Jack (2015)
- Sirene, regia di Zara Dwinger - cortometraggio (2017)
- De belofte van Pisa, regia di Norbert ter Hall (2019)
- Dance of Love, regia di Luuk van Leeuwen - cortometraggio (2020)
- AYOR, regia di Tom Bakker - cortometraggio (2021)
- Mijn vader is een vliegtuig, regia di Antoinette Beumer (2021)

### Televisione
- Toren C – serie TV, 2 episodi (2008-2010)
- Sweet Love, regia di Albert Jan van Rees – film TV (2012)
- Rabarber, regia di Mark de Cloe – film TV (2014)
- Welkom bij de Romeinen, regia di Niek Barendsen – miniserie TV, 4 episodi (2014)
- De vloer op jr. – serie TV, 2 episodi (2012-2015)
- Tessa, regia di Anne de Clercq – miniserie TV, 1 episodio (2015)
- A'dam - E.V.A. – serie TV, 1 episodio (2016)
- De 12 van Oldenheim – serie TV, 9 episodi (2017)
- Baptiste – serie TV, 1 episodio (2019)
- Random Shit – serie TV, 1 episodio (2019)
- Zeven Kleine Criminelen – serie TV, 5 episodi (2019) non accreditato
- Oogappels – serie TV, 30 episodi (2019-2021)

## Riconoscimenti
- 2020 – Nederlands Film Festival
  - Nomination Miglior attore non protagonista per De belofte van Pisa